# Novosibirskij rajon
Il Novosibirskij rajon è un rajon (distretto) dell'oblast' di Novosibirsk, nella Russia siberiana sudoccidentale. Il capoluogo è la città di Novosibirsk, che è però amministrativamente a sé stante; oltre al capoluogo, altri centri importanti sono Krasnoobsk, Verch-Tula, Krivodanovka e Kol'covo.